# Metabotroper Glutamatrezeptor 8
Metabotroper Glutamatrezeptor 8 (GRM 8, mGluR8) ist ein Protein aus der Gruppe der metabotropen Glutamatrezeptoren.

## Eigenschaften
Der metabotrope Glutamatrezeptor 8 ist ein G-Protein-gekoppelter Rezeptor. Gemeinsam mit mGluR4, mGluR6 und mGluR7 bildet er die Gruppe III der metabotropen Glutamatrezeptoren. Nach Bindung von Glutamat erfolgt eine Konformationsänderung, die eine Signaltransduktion über G-Proteine (aus der Familie Gi) bewirkt. In Folge wird die Adenylylcyclase gehemmt. Der metabotrope Glutamatrezeptor 8 besitzt Disulfidbrücken und eine Isopeptid-Bindung (nach Ubiquitinierung) und ist glykosyliert.

## Liganden
- (S)-3,4-DCPG: Agonist[2]